# Wimpole Hall

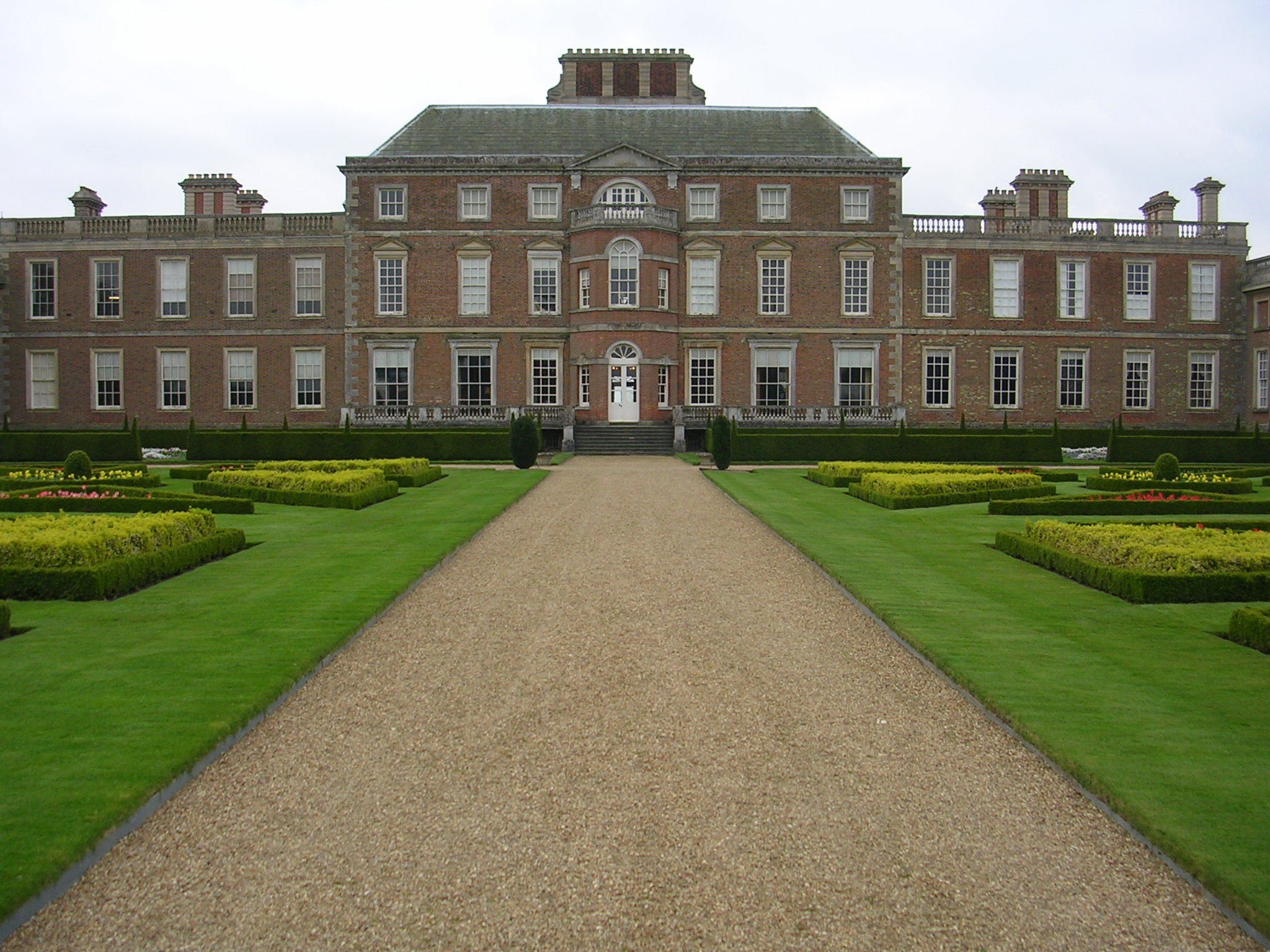
Wimpole Hall.

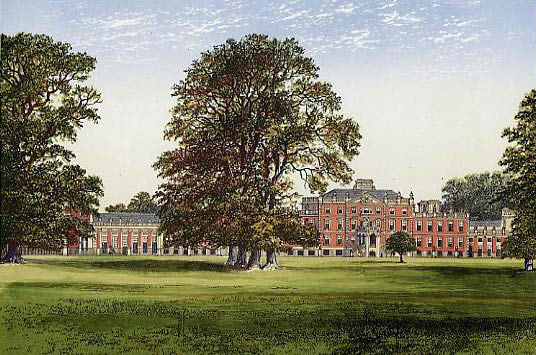
Wimpole Hall en 1880.

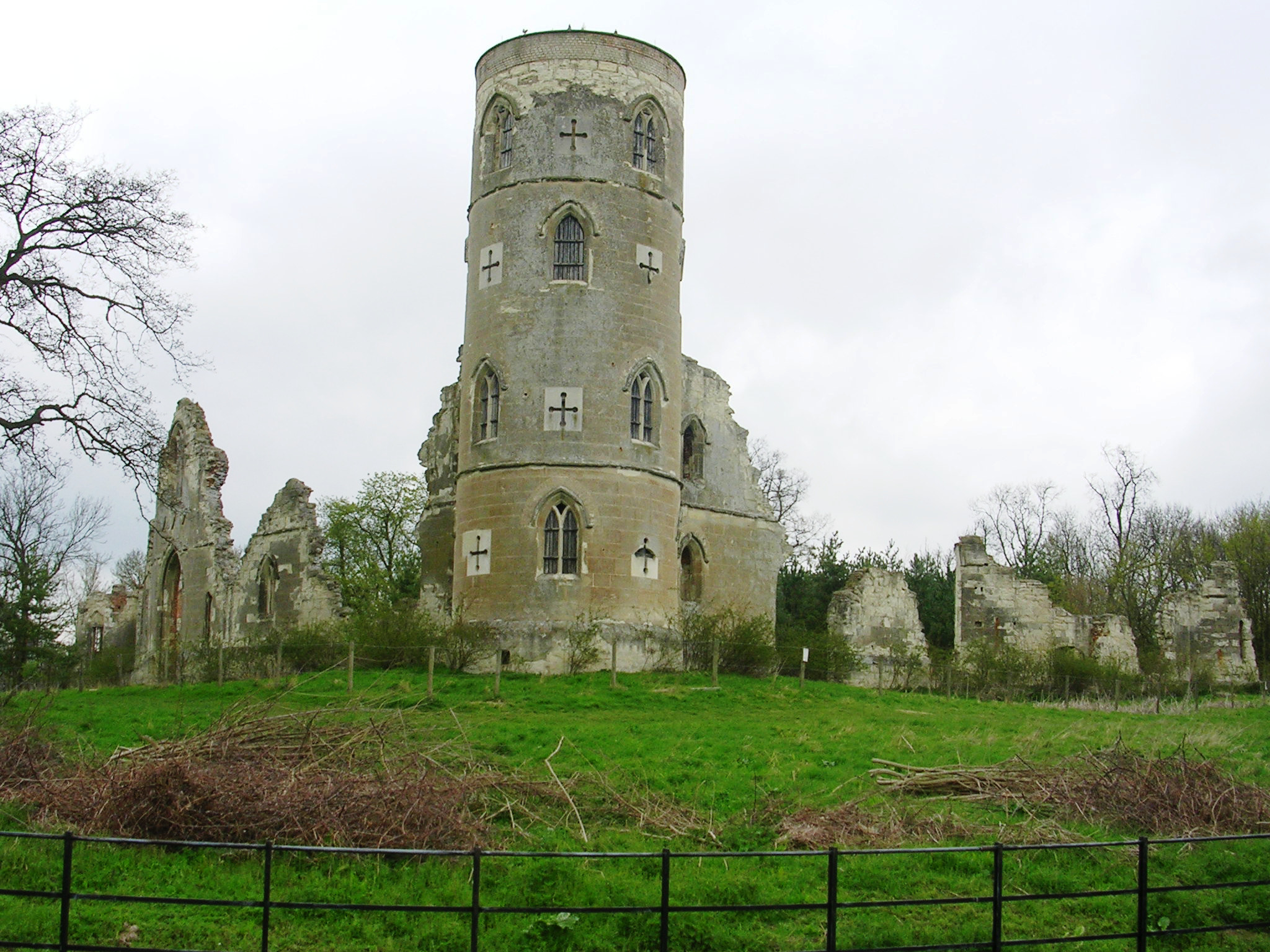
Torre Gótica en los terrenos de Wimpole Hall.

Wimpole Hall es una casa de campo localizada en la Parroquia de Wimpole, en el condado de Cambridgeshire, en Inglaterra, a unos 14 km al suroeste de Cambridge. La casa se empezó en 1640, y sus 1215 ha de parques y tierras de cultivo son propiedad del Nacional Trust y por lo general está abierto al público. 
Wimpole es la mayor casa de campo en Cambridgeshire. Durante siglos, los más famosos arquitectos trabajaron en ella, incluyendo su primer propietario, Thomas Chicheley (entre 1640 y 1670), James Gibbs (entre 1713 y 1730), James Thornhill (1721), Henry Flitcroft (sobre 1749), John Soane (en la década de 1790), y H. E. Kendall (década de 1840).
Antes de la construcción del actual Wimpole Hall en torno a 1640, hubo una pequeña casa señorial en un pequeño bosque de ciervos de 81 ha. Situados al norte y al sur de esta casa había tres pueblos medievales: Bennall End, Thresham End y Green End. Los terrenos de Wimpole Hall fueron diseñados y modificados por diseñadores de paisajes tales como George London y Henry Wise (entre 1693 y 1705), Charles Bridgeman (en la década de 1720), Robert Greening (en la década de 1740), Capability Brown (1767), y Humphry Repton (entre 1801 y 1809). El parque tal como existe hoy es una superposición del trabajo de estos paisajistas y jardineros, y se concluyó bajo los auspicios de Elsie y George Bambridge. Elsie, la hija de Rudyard Kipling revitalizó la casa. Gracias a sus esfuerzos, esta propiedad del Nacional Trust se encuentra en el estado en que se encuentra en la actualidad.
La gran avenida principal de Bridgeman se extiende desde la fachada sur de la casa, con una extensión de 4 km.El ‘’Parque Norte’’ es particularmente atractivo con sus cinturones de bosques, suaves colinas y los distintos macizos de árboles. La característica central del Parque Norte es la torre gótica y los lagos restaurados en el valle. 
En los terrenos de la casa hay una cadena de lagos, una iglesia, una Torre Gótica (de adorno); una granja, y un jardín vallado del siglo XVIII.

## Propietarios
Los propietarios de los terrenos actuales, en orden cronológico, han sido:
- 1640 - Sir Thomas Chicheley (c.1613–1699)
- 1686 - Sir John Cutler
- 1693 - Charles Robartes, 2º Conde de Radnor (1660–1723)
- 1710 - John Holles, 1º Duque de Newcastle-upon-Tyne, 4º Conde de Clare (d.1711)
- 1711 - Henrietta Holles
- 1713 - Edward Harley, II Conde de Oxford y Conde Mortimer (1689–1741)
- 1740 - Philip Yorke, 1º Conde de Hardwicke (1690–1764)
- 1764 - Philip Yorke, 2º Conde de Hardwicke (1720–1790)
- 1790 - Philip Yorke, 3º Conde de Hardwicke (1757–1834)
- 1834 - Charles Yorke, 4º Conde de Hardwicke (1799–1873)
- 1873 - Charles Yorke, 5º Conde de Hardwicke ('Champagne Charlie')
- 1894 - Thomas Charles Agar-Robartes, 6º Vizconde Clifden
- 1919 - Francis Gerald Agar-Robartes, 7º Vizconde Clifden
- 1938 - El Capitán y Mrs George Bambridge
- 1976 - El National Trust